# Теребовлянський деканат УГКЦ
Теребовлянський деканат Тернопільсько-Зборівської архієпархії УГКЦ — релігійна структура УГКЦ, що діє на території Тернопільської області України.

## Історія
Теребовлянський деканат існував у структурі УГКЦ вже у XVIII столітті, належав до Львівської єпархії та складався із 39 парафій.

## Декани
Декан Теребовлянський — о. Іван Довгошия.

## Парафії деканату
| Парафії                                        | Населені пункти        | Парохи                                                    | Світлини |
| ---------------------------------------------- | ---------------------- | --------------------------------------------------------- | -------- |
| Різдва Пресвятої Богородиці                    | с. Боричівка           | о. Михайло Бочан                                          |          |
| Святого Юрія                                   | с. Буданів             | о. Борис Пасічник                                         |          |
| Успіння Пресвятої Богородиці                   | с. Великий Говилів     | о. Микола Цибульський                                     |          |
| Святого Миколая                                | с. Глещава             | о. Михайло Бочан                                          |          |
| Пресвятої Трійці                               | с. Гумниська           | о. Ігор Сип'як                                            |          |
| Покрови Пресвятої Богородиці                   | с. Деренівка           | о. Роман Чорній                                           |          |
| Святого апостола Івана Богослова               | с. Довге               | о. Василь Левицький                                       |          |
| Чуда святого архістратига Михаїла              | с. Долина              | о. Борис Пасічник                                         |          |
| Пресвятої Трійці                               | с. Залав'є             | о. Василь Ничиник                                         |          |
| Різдва Івана Хрестителя                        | с. Зеленче             | о. Ігор Сип'як                                            |          |
| Різдва Пресвятої Богородиці                    | с. Іванівка            | о. Іван Шулик                                             |          |
| Святого апостола Івана Богослова               | с. Ілавче              | о. Олег Маліброда                                         |          |
| Успіння Пресвятої Богородиці                   | с. Ласківці            | о. Роман Покиданець                                       |          |
| Вознесіння Господнього                         | с. Лозівка             | о. Іван Шулик                                             |          |
| Різдва Пресвятої Богородиці                    | с. Лошнів              | о. Іван Довгошия (декан)                                  |          |
| Співстраждання Божої Матері                    | с. Малий Говилів       | о. Микола Цибульський                                     |          |
| Святого Димитрія                               | с. Мшанець             | о. Василь Кузь                                            |          |
| Святого архістратига Михаїла                   | с. Нова Могильниця     | о. Роман Покиданець                                       |          |
| Святого апостола Івана Богослова               | с. Плебанівка          | о. Богдан Винницький                                      |          |
| Святого апостола і євангелиста Івана Богослова | с. Плебанівка (Хатки)  | о. Богдан Винницький                                      |          |
| Святого Миколая                                | с. Романівка           | о. Роман Покиданець                                       |          |
| Святих Верховних Апостолів Петра і Павла       | с. Семенів             | о. Василь Ничиник                                         |          |
| Святих Верховних Апостолів Петра і Павла       | с. Слобідка            | о. Роман Чорній                                           |          |
| Святого Юрія                                   | с. Сущин               | о. Іван Довгошия                                          |          |
| Святого Миколая                                | м. Теребовля           | о. Петро Пастух о. м. Іван Сивак о. ліц. Петро Мушинський |          |
| Зіслання Святого Духа                          | м. Теребовля — «Сади»  | о. Степан Манорик                                         |          |
| Покрови Пресвятої Богородиці                   | м. Теребовля— «Садики» | о. Ігор Сип’як                                            |          |